# Stoicani
Stoicani è un comune della Moldavia situato nel distretto di Soroca di 1.550 abitanti al censimento del 2004.

## Località
Il comune è formato dall'insieme delle seguenti località (popolazione 2004):
- Stoicani (928 abitanti)
- Soloneţ (622 abitanti)